# Wyszyny Kościelne
Wyszyny Kościelne (prononciation : [vɨˈʂɨnɨ kɔɕˈt͡ɕɛlnɛ]) est un village polonais de la gmina de Stupsk dans le powiat de Mława de la voïvodie de Mazovie dans le centre-est de la Pologne.
Il se situe à environ 5 kilomètres au nord-ouest de Stupsk (siège de la gmina), 6 kilomètres au sud de Mława (siège du powiat) et à 103 kilomètres au nord-ouest de Varsovie (capitale de la Pologne).
Le village compte une population de 502 habitants en 2010.

## Histoire
De 1975 à 1998, le village appartenait administrativement à la voïvodie de Ciechanów.